# Langkawi
Langkawi (malais : Langkawi Permata Kedah) est un archipel malaisien de 99 îles (et cinq temporaires à marée basse) situé dans la partie nord du détroit de Malacca, à 24 km au sud-ouest des rivages occidentaux de la Thaïlande et à 27,5 km de ceux de la Malaisie. L'archipel relève de l'État du Kedah. 
La capitale de district, Kuah (en) est située dans l'île principale (Langkawi). Elle abrite 100 000 habitants.
Langkawi est, depuis 2007, classé géoparc mondial par l'UNESCO,.

## Géographie
La superficie totale des îles est de 478 km2, tandis que celle de l'île principale de Langkawi elle-même est de 320 km2. L'île principale s'étend sur environ 25 km du nord au sud et un peu plus à l'est et à l'ouest.

## Description

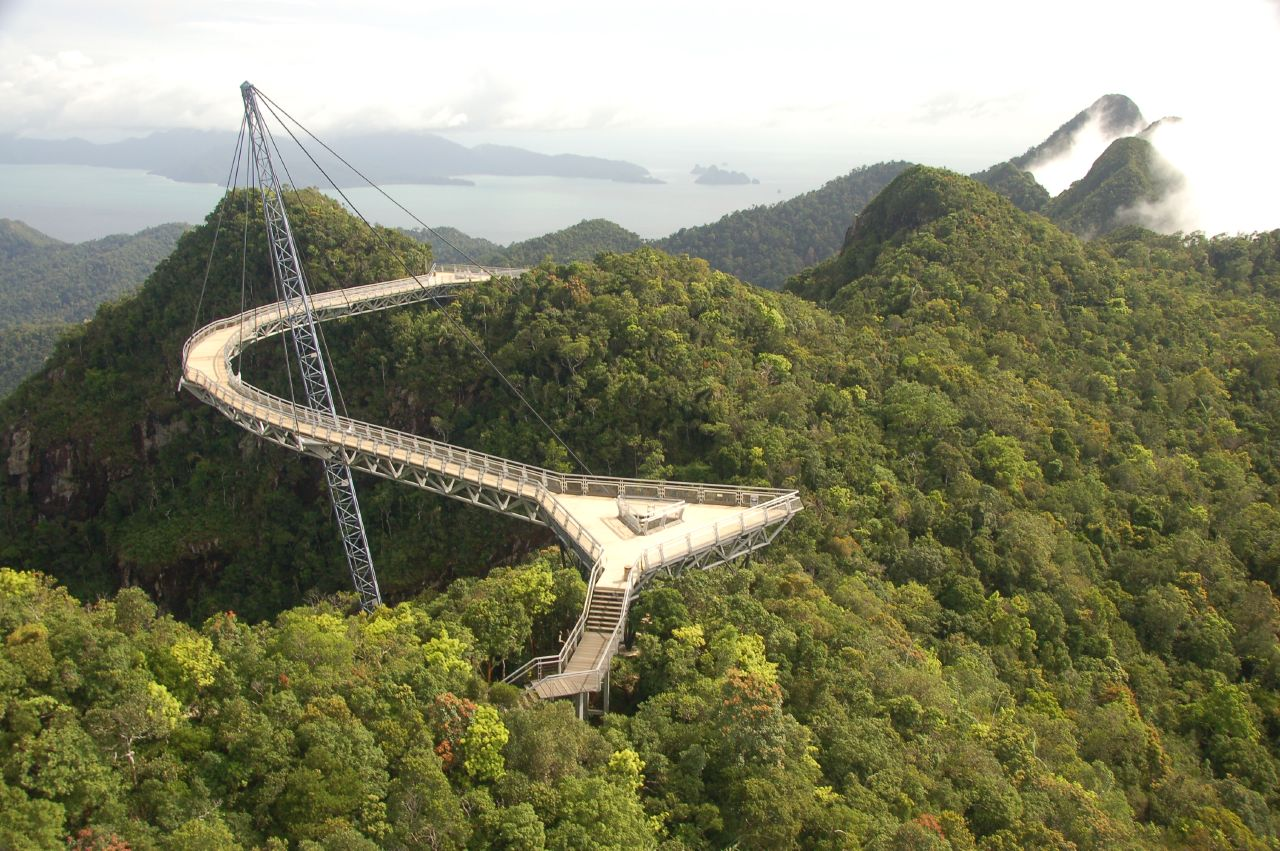
Pont aérien permettant de se déplacer par-dessus la canopée.

L'archipel revêt une grande importance géologique. Langkawi est le témoin de la plus vieille formation géologique de l'Asie du Sud-Est, le Gunung Machinchang. Langkawi est née d'un soulèvement de l'océan il y a cinq cents millions d'années (période du Cambrien). À ce jour, on peut admirer les merveilles de la rare géologie de Langkawi à Teluk Datai au nord-ouest de l'île, où la présence de grès (quartzite) a été observée dans les parties supérieures  des séquences sédimentaires tandis que des schistes et de la mudstone ont été remarqués dans les parties inférieures.

## Sports
Le Tour de Langkawi est une course cycliste organisée sur l'archipel. 

## Transport aérien
Langkawi dispose d'un aéroport situé à 6° 20′ 14″ N, 99° 44′ 01″ E. Il abrite également l'école de pilotage CAE Oxford Aviation Academy Langkawi.